# فرودگاه حلیم پرداناکوسوما
فرودگاه حلیم پرداناکوسوما (به انگلیسی: Halim Perdanakusuma Airport) یک فرودگاه همگانی با کد یاتا HLP است که یک باند فرود آسفالت دارد و طول باند آن ۳۰۰۰ متر است. این فرودگاه در کشور اندونزی قرار دارد و در ارتفاع ۲۵ متری از سطح دریا واقع شده‌است.